# I. Gázi Giráj krími kán
I. Gázi Giráj (krími tatár: I Ğazı Geray, ١ غازى كراى), (1504 – 1524 áprilisa) krími tatár kán.

## Élete
Gázi az egyik fia volt I. Mehmed Giráj krími kánnak. 1523-ban Agis és Mamaj nogáj tatár hadvezérek Asztrahány mellett meggyilkoltatták Mehmed Girájt és fiát Bahadirt és utána rátámadtak a krími kánságra. Mehmed fiai, Gázi és Baba ötven harcossal menekültek a Krímre és vitték meg a katasztrófa hírét. A klánok vezetői Gázit választották meg új kánnak, de a kapkodásban elfelejtették kikérni a Porta engedélyét, aminek pedig a vazallusa voltak. Ezután a nogájok végigpusztították a Krímet, felperzselték a falvakat és elhajtották a jószágot. A krími tatárok sebtiben összegyűjtöttek egy tizenkétezres sereget és szembeszálltak a támadókkal, de veszítettek a csatában és a török helyőrség által védett Or Kapi (ma Perekop) erődjében találtak menedéket.
Gázi Giráj, az új kán testvérét, Baba Girájt nevezte ki kalgának (vezírnek). Gázi hat hónapja uralkodott, mikor a szultán mást nevezett ki krími kánnak. Az új kán, Gázi nagybátyja, Szadet Giráj, 1524-ben érkezett meg a Krímre, janicsárok kíséretében.
Szadet kalgának nevezte ki Gázit, de három hónap múlva Gázit és Baba Girájt meggyilkolták, állítólag Szadet parancsára.

## Fordítás
Ez a szócikk részben vagy egészben  a(z)   Газы I Герай című orosz Wikipédia-szócikk ezen változatának fordításán alapul.  Az eredeti cikk szerkesztőit annak laptörténete sorolja fel. Ez a jelzés csupán a megfogalmazás eredetét és a szerzői jogokat jelzi, nem szolgál a cikkben szereplő információk forrásmegjelöléseként.
| Előző uralkodó: I. Mehmed Giráj | Krími kán 1523 – 1524 | Következő uralkodó: I. Szadet Giráj |